# Bourbach-le-Bas
Bourbach-le-Bas là một xã thuộc tỉnh Haut-Rhin trong vùng Grand Est, đồng bắc Pháp. Xã này có diện tích 6,04 km², dân số năm 1999 là 632 người. Khu vực này có độ cao trung bình 380 mét trên mực nước biển.